# Dorothy Tree
Dorothy Tree (ur. 21 maja 1906, zm. 13 lutego 1992) – amerykańska aktorka sceniczna i filmowa, a także pisarka oraz nauczycielka dykcji. W latach 1927–1951 pojawiła się w 49 filmach.

## Życiorys
Urodziła się w 1906 roku Brooklynie w Nowym Jorku, jako najstarsza z trzech córek Hermana Triebitza i Berthy Hert. Jej rodzice byli austriackimi Żydami, którzy osiedlili się w USA. Jej pierwszym językiem był jidysz.
Dorothy ukończyła Cornell University w Ithace. W 1926 roku zaczęła karierę aktorską na scenach broadwayowskich teatrów. Na scenie grywała do 1936 roku.
Jako aktorka filmowa zadebiutowała w 1927 roku w filmie It. W latach 1927–1951 pojawiła się w 49 filmach.
W 1952 roku Dorothy Tree i jej mąż, scenarzysta Michael Uris, stali się ofiarami makkartyzmu. Oskarżeni o sympatie komunistyczne, musieli opuścić Hollywood. Dorothy rozpoczęła wówczas pracę pedagogiczną jako nauczycielka dykcji w Mannes College oraz Manhattan School of Music. Opublikowała na ten temat cztery książki: Everybody's Book of Better Speaking (1960), To Sing in English: A Guide to Improved Diction (1971), A Woman's Voice (1978) oraz Say It Again: Dorothy Uris' Personal Collection of Quotes, Comments & Anecdotes (1978)

## Filmografia[1]
- It (1927)
- Dracula (1931)
- Dracula (1931) (wersja hiszpańskojęzyczna)
- Husband's Holiday (1931)
- Life Begins (1932)
- East of Fifth Avenue (1933)
- Madame du Barry (1934)
- Side Streets (1934)
- Friends of Mr. Sweeney (1934)
- The Dragon Murder Case (1934)
- The Case of the Howling Dog (1934)
- Nadchodzi Navy'' (1934)
- The Firebird (1934)
- The Woman in Red (1935)
- A Night at the Ritz (1935)
- While the Patient Slept (1935)
- Four Hours to Kill! (1935)
- The Bridge of Sighs (1936)
- Three Godfathers (1936)
- Navy Born (1936)
- Marked Women (1937)
- The Great Garrick (1937)
- Having Wonderful Time (1938)
- Storm Over Bengal (1938)
- Trade Winds (1938)
- Zaza (1939)
- The Mysterious Miss X (1939)
- Café Society (1939)
- The Mystery of Mr. Wong (1939)
- Confessions of a Nazi Spy (1939)
- City in Darkness (1939)
- Television Spy (1939)
- Abe Lincoln in Illinois (1940)
- Little Orvie (1940)
- Sky Murder (1940)
- Knute Rockne All American (1940)
- Singapore Woman (1941)
- The Man Who Lost Himself (1941)
- Highway West (1941)
- Hitler - Dead or Alive (1942)
- Nazi Agent (1942)
- Edge of Darkness (1943)
- Crime Doctor (1943)
- Casanova Brown (1944)
- No Sad Songs for Me (1950)
- The Asphalt Jungle (1950)
- The Men (1950)
- The Family Secret (1951)